# Nödlitz (Teuchern)
Nödlitz ist ein Ort in der Stadt Teuchern im Burgenlandkreis in Sachsen-Anhalt.
Im Ort befand sich ein Rittergut, das sich im Besitz der Adelsfamilie von Helldorff befand. Unter dem Besitzer Hans Caspar von Helldorff brannte das Rittergut 1674 nieder und wurde wiederaufgebaut.
Aus dem Ort stammen der Generalmajor Heinrich August von Helldorff und der Pietist Carl Heinrich von Peistel.